# 大臂腔吻鳕
大臂腔吻鳕（学名：Coelorhynchus macrochir）为輻鰭魚綱鱈形目鼠尾鳕科腔吻鳕属的鱼类。分布于广布于日本北海道东南到九州岛西南海域以及东中国海东部琉球海沟附近等，属于西北太平洋水深235-830米的底层海鱼，深度235-830公尺，本魚頭大、眼大，吻部頂端有一個鈍的小瘤鱗甲，體褐色，腹部略藍色，嘴巴與鰓腔黑色，體長可達68公分，以甲殼類等為食。该物种的模式产地在日本。